# Humble
Humble (på langelandsk udtalt Humle) er en by på Langeland med 596 indbyggere  (2024), beliggende 12 km nord for Bagenkop og 14 km syd for Rudkøbing. Byen hører til Langeland Kommune og ligger i Region Syddanmark.
Humble hører til Humble Sogn. Humble Kirke ligger på en høj bakketop i den nordlige ende af byen.

## Seværdigheder
Lidt nord for kirken ligger den 4.000 år gamle gravhøj Kong Humbles Grav, som består af 70 randsten, en stor langhøj og en kæmpehøj på toppen.
6 km nordøst for byen ligger Skovsgård Gods, der ejes af Danmarks Naturfond og er offentligt tilgængeligt i sommerhalvåret. Godset rummer tyendemuseum, vognmuseum og skovbrugsmuseum.

## Faciliteter
Humble har Dagli'Brugs, købmand, sportsforretning og bageri. Indtil 2017 havde byen en boghandel, fra 1975 under navnet Stürup Boghandel. Humble Kro & Hotel har bygget 7 nye værelser i 2008 og kan huse selskaber på op til 150 personer.
Musikefterskolen i Humble har øvelokaler, lydstudie og orkestergrav til koncert og teater. Skolen står hvert år for julekoncerter, gospelkoncerter, musicals osv. i byen.
Humble Skole blev indviet i 1960 som Humble Centralskole. I 2011 blev Børnehuset Rævehøj en del af Humble Skole. Det blev Naturbørnehaven Søbanke i Bagenkop også. Samme år startede børn fra Asylcenter Holmegaard, der har en afdeling i Humble, i Rævehøj og specielle asylklasser. I 2015 gik 23 børn i asylbørnehaven Sommerfuglene. Skolen har inkl. asylklasserne 210 elever, fordelt på 0.-6. klassetrin.

## Historie
Byen hed i Valdemars Jordebog Humlæthwet, som er sammensat af de to led "humle" (plantenavn) og tved (rydning) og altså betyder "skovrydningen med humleplanter".

### 1800-tallet
I slutningen af 1800-tallet havde Humble lægebolig, købmandsforretning, andelsmejeri og savværk. Humble Skytte- og Forsamlingshus, der ikke findes længere, blev grundlagt i 1884 – en afskrift af husets første protokol frem til 1896 er bevaret.

### Jernbanen
Humble havde station på Langelandsbanen (1911-62). Som banens største mellemstation havde den en ret stor stationsbygning. Den er tegnet af arkitekt Helge Bojsen-Møller og er bevaret på Vågebjergvej 5B.